# Locmélar
Locmélar település Franciaországban, Finistère megyében. Lakosainak száma 476 fő (2022. január 1.). Locmélar Lampaul-Guimiliau, Loc-Eguiner, Ploudiry, Saint-Sauveur és Sizun községekkel határos.

## Népesség
A település népességének változása:
| Lakosok száma | 445  | 349  | 455  | 426  | 449  | 459  | 471  | 474  | 472  | 476  |
|               | 1968 | 1982 | 1990 | 2006 | 2013 | 2015 | 2017 | 2019 | 2020 | 2022 |